# Спасская Власовка
Спасская Власовка — деревня в Селижаровском муниципальном округе Тверской области, до 2020 года входила в состав Дмитровского сельского поселения.

## География
Деревня расположена на берегу реки Тудовка в 51 км на юго-запад от посёлка Селижарово.

## История
В 1890 году на погосте Спас-Перебор близ деревни была построена деревянная Преображенская церковь с 3 престолами, метрические книги с 1780 года.
В конце XIX — начале XX века деревня Власовка с погостом Спас-Перебор входили в состав Пыжовской волости Ржевского уезда Тверской губернии. 
С 1929 года деревня входила в состав Власовского сельсовета Молодотудского района Ржевского округа Московской области, с 1935 года — в составе Калининской области, с 1958 года — в составе Оленинского района, с 1994 года — в составе Кашинского сельского округа, с 2005 года — в составе Дмитровского сельского поселения, с 2020 года — в составе Селижаровского муниципального округа.

## Население
| 1859 | 2002 | 2010 |
| ---- | ---- | ---- |
| 50   | ↘3   | ↘0   |